# Рянгіна Серафима Василівна
Серафима Василівна Рянгіна (рос. Серафима Васильевна Рянгина; нар. 13 лютого 1891 — пом. 16 червня 1955) — російська та радянська художниця. Твори художниці зберігаються в Третьяковській галереї, Київській національній картинній галереї, Оренбурзькому музеї образотворчого мистецтва.

## Біографія
Народилася 13 (25) лютого 1891 року в Санкт-Петербурзі. З 1910 по 1912 рік навчалася в студії Яна Ціонглінського, де поєднувалися живопис і музика. У 1912 році вступила до Імператорської академії мистецтв, де навчалася під керівництвом Дмитра Кардовського. Після революції продовжила навчання у ВХУТЕМАСі до 1923 року.

У 1923 році переїхала до Москви, де стала членом Асоціації художників революційної Росії (АХРР). Її чоловік, художник Степан Михайлович Карпов (1890–1929), був активним учасником мистецького життя Оренбурга.

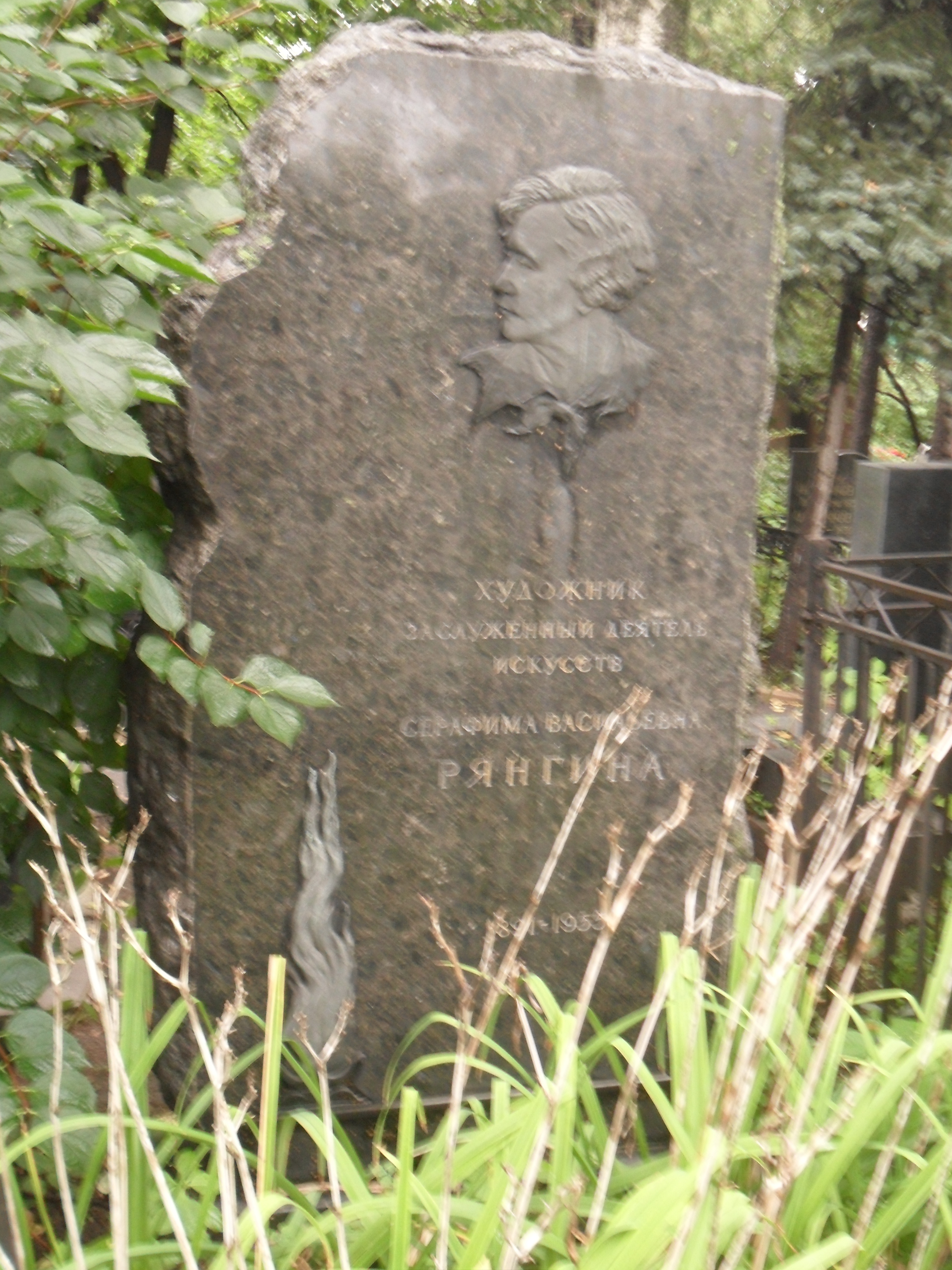
Могила художниці

## Роботи
- «В майстерні художника» (рос. «В мастерской художника»), 1927;
- «Обід робітника» (рос. «Обед рабочего»), 1927;
- «Робітник-винахідник» (рос. «Рабочий-изобретатель»), 1929;
- «Подруги» (рос. «Подруги»), 1945;
- «Все вище» (рос. «Всё выше!»), 1934.

## Подорожі та етюди
У 1926 році відвідала Самарканд, де створила серію робіт, що відображають місцевий колорит. У 1929 році працювала в Баку, а в 1930-х роках здійснила поїздки на Кавказ, до Дагестану та Карелії, де створила численні пейзажі та портрети.

## Визнання
У 1955 році Серафимі Рянгіній було присвоєно звання Заслуженого діяча мистецтв РРФСР.